# Collins Chabane
Collins Chabane es un municipio local sudafricano situado en el distrito de Vhembe, en la provincia de Limpopo.

## Superficie
Collins Chabane tiene una superficie de 5003 km².

## Demografía
En 2022, tenía 443 798 habitantes, una densidad poblacional de 88,70 hab./km², y 108 160 viviendas.